# Římskokatolická farnost Telnice
Římskokatolická farnost Telnice je územní společenství římských katolíků s farním kostelem svatého Jana Křtitele v děkanství šlapanickém. Do farnosti patří obce Telnice a Sokolnice.

## Historie farnosti
Na místě současného farního kostela stával románsko-gotický chrám zřejmě z přelomu 13. a 14. století, z něhož se dochovala věž. Nový barokní kostel byl postaven v letech 1726–1734. Dne 2. prosince 1805 během bitvy u Slavkova byla dělostřeleckou palbou vybita všechna okna a byla poškozena klenba kostela. Po nutných opravách byla na památku bitvy u Slavkova zasazena do omítky věže kostela dělová koule.

## Duchovní správci
| Od                | Do                | Jméno                               | Funkce        |
| ----------------- | ----------------- | ----------------------------------- | ------------- |
| 11. prosince 2007 | 20. dubna 2011    | Michal Jelínek                      | administrátor |
| 21. dubna 2011    | 14. července 2011 | P. Mgr. Oldřich Macík, SDB          | administrátor |
| 15. července 2011 | 31. července 2015 | P. Ladislav Kozubík, SDB            | administrátor |
| 1. srpna 2015     | 31. července 2019 | R. D. Mgr. Vladimír Langer          | farář         |
| 1. srpna 2019     | dosud             | R. D. Mgr. ICLic. Oldřich Chocholáč | farář         |

## Bohoslužby
| Kostel                       | Místo     | Bohoslužba (den)          | Hodina                        | Poznámka     |
| ---------------------------- | --------- | ------------------------- | ----------------------------- | ------------ |
| kostel svatého Jana Křtitele | Telnice   | neděle úterý pátek sobota | 9.00 18.00 9.00 (1. v měsíci) | farní kostel |
| Kaple Povýšení svatého Kříže | Sokolnice | neděle středa             | 7.45 18.00                    | kaple        |

## Aktivity ve farnosti
Ve farnosti jsou aktivní modlitební společenství všech věkových skupin a zájmů - dětí, mládeže, ministrantů, matek, manželů, seniorů, scholy, aktivní je chrámový sbor.
Farnost je zapojena do projektu Noc kostelů.
Každoročně se ve farnosti koná tříkrálová sbírka. v roce 2015 se při ní v Telnici vybralo 47 543 korun a v Sokolnicích 63 609 korun.
Na 14. června připadá Den vzájemných modliteb farností za bohoslovce a bohoslovců za farnosti brněnské diecéze. Adorační den se koná nejbližší neděli po 27. listopadu.